# Südafrikanische Cricket-Nationalmannschaft in den West Indies in der Saison 2024
Die Tour der südafrikanischen Cricket-Nationalmannschaft in die West Indies in der Saison 2024 fand in zwei Abschnitten vom 23. bis zum 26. Mai und vom 7. bis zum 27. August 2024 statt. Die internationale Cricket-Tour war Bestandteil der Internationalen Cricket-Saison 2024. Der erste Abschnitt umfasste drei Twenty20s, während im zweiten Abschnitt neben zwei Tests und drei weitere Twenty20s bestritten wurden. Die Tests waren Teil der ICC World Test Championship 2023–2025.

## Vorgeschichte
Für beide Mannschaften war es die erste Tour in der Saison. Die erste Twent20-Serie fand in direkter Vorbereitung für die ICC Men’s T20 World Cup 2024 statt. Das letzte Aufeinandertreffen der beiden Mannschaften bei einer Tour fand in der Saison 2022/23 in Südafrika statt.

## Stadion
Die folgenden Stadien wurde für die Tour als Austragungsorte vorgesehen und am 11. Mai 2024 bekanntgegeben.
| Stadt         | Land                | Stadion            | Kapazität | Spiele               |
| ------------- | ------------------- | ------------------ | --------- | -------------------- |
| Georgetown    | Guyana              | Providence Stadium | 20.000    | 2. Test              |
| Kingston      | Jamaika             | Sabina Park        | 20.000    | 1. – 3. T20 (Mai)    |
| Port of Spain | Trinidad und Tobago | Queen’s Park Oval  | 25.000    | 1. Test              |
| Tarouba       | Trinidad und Tobago | Brian Lara Stadium | 15.000    | 1. – 3. T20 (August) |

## Erster Abschnitt (Mai)

### Kaderlisten
| Twenty20 | Twenty20 |
| West Indies | Südafrika |
| --- | --- |
| - Brandon King (K) - Roston Chase (VK) - Fabian Allen - Alick Athanaze - Johnson Charles (wk) - Andre Fletcher (wk) - Matthew Forde - Jason Holder - Akeal Hosein - Shamar Joseph - Kyle Mayers - Obed McCoy - Gudakesh Motie - Romario Shepherd - Hayden Walsh Jr. | - Rassie van der Dussen (K) - Ottniel Baartman - Matthew Breetzke - Gerald Coetzee - Quinton de Kock (wk) - Bjorn Fortuin - Reeza Hendricks - Patrick Kruger - Wiaan Mulder - Lungi Ngidi - Anrich Nortje - Nqaba Peter - Andile Phehlukwayo - Ryan Rickelton (wk) - Tabraiz Shamsi |

### Twenty20 Internationals

#### Erstes Twenty20 in Kingston
| 23. Mai Scorecard | Kingston | West Indies 175-8 (20)          | – | Südafrika 147 (19.5) |
|                   |          | West Indies gewinnt mit 28 Runs |   |                      |

Südafrika gewann den Münzwurf und entschied sich als Feldmannschaft zu beginnen. Für die West Indies bildeten der Eröffnungs-Batter Brandon King und der dritte Schlagmann Kyle Mayers eine Partnerschaft. King erzielte ein Fifty über 79 Runs und wurde gefolgt durch Roston Chase. Mayers gelangen 34 Runs, während Chase das Innings ungeschlagen mit 32* Runs beendete und erhöhte die Vorgabe für Südafrika auf 176 Runs. Beste südafrikanische Bowler waren Ottneil Baartman mit 3 Wickets für 26 Runs und Andile Phehlukwayo mit 3 Wickets für 28 Runs. Für Südafrika formte der Eröffnungs-Batter Reeza Hendricks und der vierte Schlagmann Matthew Breetzke eine Partnerschaft. Breetzke erreichte 19 Runs und der ihn ersetzende Rassie van der Dussen 17 Runs. Hendricks erzielte bis zwei Bälle vor Ende des Innings ein Fifty über 87 Runs, was jedoch nicht ausreichte um die Vorgabe einzuholen. Beste Bowler der West Indies waren Gudakesh Motie mit 3 Wickets für 25 Runs und Matthew Forde mit 3 Wickets für 27 Runs. Als Spieler des Spiels wurde Brandon King ausgezeichnet.

#### Zweites Twenty20 in Kingston
| 25. Mai Scorecard | Kingston | West Indies 207-7 (20)          | – | Südafrika 191-7 (20) |
|                   |          | West Indies gewinnt mit 16 Runs |   |                      |

Die West Indies gewannen den Münzwurf und entschieden sich als Schlagmannschaft zu beginnen. Für sie formte der Eröffnungs-Batter Brandon King und der dritte Schlagmann Kyle Mayers eine Partnerschaft. King erreichte 36 Runs und wurde gefolgt durch Roston Chase. Mayers schied daraufhin nach 32 Runs aus, und der ihm folgende Andre Fletcher erreichte 29 und Romario Shepherd 26 Runs. Chase beendete dann das Innings ungeschlagen mit einem Fifty über 67* Runs und erhöhte so die Vorgabe auf 208 Runs. Beste südafrikanische Bowler waren mit jeweils zwei Wickets Nqabayomzi Peter (für 32 Runs), Lungi Ngidi (für 41 Runs) und Andile Phehlukwayo (für 51 Runs). Für Südafrika bildeten die Eröffnungs-Batter Reeza Hendricks und Quinton de Kock eine Partnerschaft. De Kock schied nach 41 Runs aus und Hendriks kurz darauf nach 34 Runs. In der Folge bildeten Ryan Rickelton und Matthew Breetzke eine Partnerschaft. Breetzke erreichte 12 Runs und wurde gefolgt durch Rassie van der Dussen. Rickelton konnte 19 Runs erzielen und van der Dussen verlor sein Wicket nach 30 Runs. Nqabayomzi Peter erreichte bis zum innings Ende dann 10* Runs, was jedoch nicht ausreichte um die Vorgabe einzuholen. Bester Bowler der West Indies war Gudakesh Motie mit 3 Wickets für 22 Runs. Als Spieler des Spiels wurde Roston Chase ausgezeichnet.

#### Drittes Twenty20 in Kingston
| 26. Mai Scorecard | Kingston | Südafrika 163-7 (20)              | – | West Indies 165-2 (13.5) |
|                   |          | West Indies gewinnt mit 8 Wickets |   |                          |

Südafrika gewann den Münzwurf und entschied sich, als Schlagmannschaft zu beginnen. Für sie bildeten der Eröffnungs-Batter Quinton de Kock und der dritte Schlagmann Ryan Rickelton eine Partnerschaft. Rickelton erreichte 18 und de Kock 19 Runs, bevor Rassie van der Dussen und Wiaan Mulder eine weitere Partnerschaft formten. Mulder schied nach 26 Runs aus und wurde durch Patrick Kruger ersetzt. Van der Dussen erzielte daraufhin ein Fifty über 51* Runs, und Kruger beendete das Innings ungeschlagen mit 16* Runs, womit er die Vorgabe auf 164 Runs erhöhte. Bester Bowler der West Indies war Obed McCoy mit 3 Wickets für 39 Runs. Für die Wet Indies begannen Brandon King und Johnson Charles. King erreichte 44 Runs und wurde gefolgt durch Kyle Mayers. Nachdem Charles nach einem Fifty über 69 Runs ausgeschieden war, konnte Mayers die Vorgabe im 14. Over nach 36* Runs einholen. Die südafrikanischen Wickets erzielte Nqabayomzi Peter und Gerald Coetzee. Als Spieler des Spiels wurde Johnson Charles ausgezeichnet.

### Auszeichnungen

#### Player of the Series
Als Player of the Series wurden der folgende Spieler ausgezeichnet.
| Serie   | Player of the Series |
| ------- | -------------------- |
| Tweny20 | Gudakesh Motie       |

#### Player of the Match
Als Player of the Match wurden die folgenden Spieler ausgezeichnet.
| Spiel       | Player of the Match |
| ----------- | ------------------- |
| 1. Twenty20 | Brandon King        |
| 2. Twenty20 | Roston Chase        |
| 3. Twenty20 | Johnson Charles     |

## Zweiter Abschnitt (August)

### Kaderlisten
Südafrika benannte seinen Test-Kader am 8. Juli und seinen Twenty20-Kader am 14. August 2024.
Die West Indies benannten ihren Test-Kader am 2. August und ihren T20-Kader am 18. August 2024.
| Test | Test | Twenty20 | Twenty20 |
| West Indies | Südafrika | West Indies | Südafrika |
| --- | --- | --- | --- |
| - Kraigg Brathwaite (K) - Joshua Da Silva (K, wk) - Alick Athanaze - Keacy Carty - Bryan Charles - Justin Greaves - Jason Holder - Kavem Hodge - Tevin Imlach - Shamar Joseph - Mikyle Louis - Gudakesh Motie - Kemar Roach - Jayden Seales - Jomel Warrican | - Temba Bavuma (K) - David Bedingham - Matthew Breetzke - Nandre Burger - Gerald Coetzee - Tony de Zorzi - Keshav Maharaj - Aiden Markram - Wiaan Mulder - Lungi Ngidi - Dane Paterson - Dane Piedt - Migael Pretorius - Kagiso Rabada - Ryan Rickelton (wk) - Tristan Stubbs - Kyle Verreynne (wk) | - Rovman Powell (K) - Roston Chase (VK) - Fabian Allen - Alick Athanaze - Johnson Charles (wk) - Matthew Forde - Shimron Hetmyer - Shai Hope (wk) - Akeal Hosein - Shamar Joseph - Obed McCoy - Gudakesh Motie - Nicholas Pooran (wk) - Sherfane Rutherford - Romario Shepherd | - Aiden Markram (K) - Ottniel Baartman - Nandre Burger - Donovan Ferreira - Bjorn Fortuin - Reeza Hendricks - Patrick Kruger - Kwena Maphaka - Wiaan Mulder - Lungi Ngidi - Ryan Rickelton (wk) - Jason Smith - Tristan Stubbs (wk) - Rassie van der Dussen - Lizaad Williams |

### Tour Match
| 31. Juli – 3. August Scorecard | Tarouba | West Indies Championship XI 397 (117.3) & 46-4 (27) | – | Südafrika 408-9d (119) |
|                                |         | Remis                                               |   |                        |

### Tests

#### Erster Test in Port of Spain
| 7. – 11. August Scorecard | Port of Spain | Südafrika 357 (117.4) & 173-3d (29) | – | West Indies 233 (91.5) & 201-5 (56.2) |
|                           |               | Remis                               |   |                                       |

Südafrika gewann den Münzwurf und entschied sich als Schlagmannschaft zu beginnen. Für sie bildete der Eröffnungs-Batter Tony de Zorzi zusammen mit dem dritten Schlagmann Tristan Stubbs eine Partnerschaft. Als sie den Stand von 45/1 erreicht hatten, begann es zu Regnen, so dass in er zweiten Session des Tages das Spielen beendet wurde. Am zweiten Tag schied Stubbs nach 20 Run aus und wurde gefolgt durch Temba Bavuma. De Zorzi gelang ein Fifty über 78 Runs und wurde durch David Bedingham ersetzt, bevor das Spiel erneut auf Grund von nassem Außenfeld unterbrochen wurde. Nach Wiederbeginn schied Bedingham nach 29 Runs aus und Ryan Rickelton erreichte 19 Runs. Ihm folgte Kyle Verreynne und Bavuma schied nach einem Fifty über 86 Runs aus, woraufhin Wiaan Mulder aufs Feld kam. Verreynne erzielte 39 Runs und als für ihn Kagiso Rabada ins Spiel kam, endete der Tag beim Stand von 344/8. Am dritten Tag schied Rabada nach 21 Runs aus und Mulder beendete das Innings ungeschlagen mit 41* Runs. Beste west-indische Bowler waren Jomel Warrican mit 4 Wickets für 69 Runs und Jayden Seales mit 3 Wickets für 67 Runs. Die West Indies begannen mit Kraigg Brathwaite und Mikyle Louis. Louis erreichte 35 Runs und wurde durch Keacy Carty gefolgt. Daraufhin kam es erneut zu einer Regenunterbrechung. Auch Brathwaite schied in der Folge nach 35 Runs aus und es erfolgte abermals eine Pause auf Grund der äußeren Bedingungen. Nach Wiederbeginn schied Carty nach 42 Runs aus. Kavem Hodge und Jason Holder formten eine weitere Partnerschaft und beendeten den tag beim Stand von 145/4. Am vierten Tag konnte erst in der dritten Session mit dem Spiel begonnen werden da nach Regenfällen und nassem Außenfeld zuvor das Spielen nicht möglich war. Holder konnte 36 Runs erreichen und Hodge 25 Runs weitere. Von den verbliebenen Battern erzielte Jomel Warrican 35* Runs und verkürzte so den Rückstand nach dem ersten Innings auf 124 Runs. Beste südafrikanische Bowler waren Keshav Maharaj mit 4 Wickets für 76 Runs und Kagiso Rabada mit 3 Wickets für 56 Runs. Für Südafrika formten die Eröffnungs-Batter Tony de Zorzi und Aiden Markram eine Partnerschaft, die den Tag beim Stand von 30/0 beendete. Am fünften Tag gelangen de Zorzi 45 Runs, woraufhin Tristan Stubbs aufs Feld kam. Markram konnte 38 Runs erzielen und wurde durch Temba Bavuma ersetzt. Als Stubbs sein Wicket nach einem Fifty über 68 Runs verlor deklarierte Südafrika das Innings, wobei Bavuma bis dahin 15* Runs erreicht hatte. Bester west-indischer Bowler war Jomel Warrican mit 2 Wickets für 57 Runs. Das west-indische Innings wurde schon früh abermals durch Regen unterbrochen. Nach Wiederanfang bildeten Keacy Carty und Alick Athanaze eine Partnerschaft. Carty erreichte 31 Rund und der ihm folgende Kavem Hodge konnte 29 Runs erreichen. Nachdem Jason Holder aufs Feld gekommen war, schied Athanaze nach einem Fifty über 92 Runs aus. Als Holder 31* Runs erzielt hatte, endete der Tag und das Spiel mit einem Remis. Bester südafrikanischer Bowler war Keshav Maharaj mit 4 Wickets für 88 Runs, der daraufhin als Spieler des Spiels ausgezeichnet wurde.

#### Zweiter Test in Georgetown
| 15. – 19. August Scorecard | Georgetown | Südafrika 160 (54) & 246 (80.4) | – | West Indies 144 (42.4) & 222 (66.2) |
|                            |            | Südafrika gewinnt mit 40 Runs   |   |                                     |

Südafrika gewann den Münzwurf und entschied sich als Schlagmannschaft zu beginnen. Für sie formte Eröffnungs-Batter Aiden Markram und der dritte Schlagmann Tristan Stubbs eine Partnerschaft. Markram erreichte 14 Runs und wurde gefolgt durch David Bedingham. Stubbs schied nach 26 Runs aus und nachdem Kyle Verreynne ins Spiel gekommen war, verlor Bedingham sein Wicket nach 28 Runs. Verreynne erreichte 21 Runs und Dane Piedt bildete zusammen mit Nandre Burger eine Partnerschaft. Burger verlor sein Wicket nach 23 Runs und das Innings endete nach 160 Runs. Pedt hatte bis dahin 38* Runs erzielt. Beste west-indische Bowler waren Shamar Joseph mit 5 Wickets für 33 Runs und Jayden Seales mit 3 Wickets für 45 Runs. Die West Indies verloren früh ihre Eröffnungs-Batter, bevor Keacy Carty 26 Runs erzielte. Daraufhin formte Jason Holder mit Gudakesh Motie eine Partnerschaft. Nach dem Ausscheiden von Motie nach 11 Runs endete der Tag beim Stand von 97/7. Am zweiten Tag kam Shamar Joseph ins Spiel der das letzte Wicket des Innings nach 25 Runs verlor. Holder hatte bis dahin ein Fifty über 54* Runs erzielt und so den Rückstand auf 16 Runs verkürzt. Beste südafrikanische Bowler waren Wiaan Mulder mit 4 Wickets für 32 Runs und Nandre Burger mit 3 Wickets für 49 Runs. Für Südafrika eröffneten Tony de Zorzi und Aiden Markram das zweite Innings. De Zorzi schied nach 39 Runs aus und wurde durch Tristan Stubbs ersetzt. Markram erreichte ein Fifty über 51 Runs und Stubbs schied nach 24 Runs aus. Nachdem Kyle Verreynne und Wiaan Mulder eine Partnerschaft formten endete der Tag beim Stand von 223/5. Am dritten Tag verlor Mulder sein Wicket nach 34 Runs und Verreynne schied nach einem Fifty über 59 Runs aus. Kurz darauf endete das innings mit einer Vorgabe von 263 Runs für die West Indies. Bester west-indischer Bowler war Jayden Seales mit 6 Wickets für 61 Runs. Für die West Indies beidlete Eröffnungs-Batter Kraigg Brathwaite mit dem dritten Schlagmann Keacy Carty eine Partnerschaft. Brathwaite erreichte 25 und Carty 17 Runs, bevor Alick Athanaze mit Kavem Hodge eine Partnerschaft formten. Hodge konnte 29 Runs erreichen und Athanaze 15 Runs. Daraufhin formten Joshua Da Silva und Gudakesh Motie eine weitere Partnerschaft. Motie gelangen 45 Runs und wurde gefolgt durch Jomel Warrican. Da Silva gelangen 28 Runs und der ihm folgende Shamar Joseph schied nach 11 Runs aus. Warrican hatte als das letzte Wicket fiel 25* Runs erreicht, was jedoch nicht ausreichte um die Vorgabe einzuholen. Beste südafrikanische Bowler waren Keshav Maharaj mit 3 Wickets für 37 Runs und Kagiso Rabada mit 3 Wickets für 50 Runs. Als Spieler des spiels wurde Wiaan Mulder ausgezeichnet.

### Twenty20 Internationals

#### Erstes Twenty20 in Tarouba
| 23. August Scorecard | Tarouba | Südafrika 174-7 (20)              | – | West Indies 176-3 (17.5) |
|                      |         | West Indies gewinnt mit 7 Wickets |   |                          |

Die West Indies gewannen den Münzwurf und entschieden sich als Feldmannschaft zu beginnen. Nachdem Südafrika früh zwei Wickets verloren hatte bildeten Aiden Markram und Tristan Stubbs eine Partnerschaft. Markram erreichte 14 Runs und als der ihm Folgende Patrick Kruger nach 44 Runs ausschied, kam Bjorn Fortuin aufs Feld. Stubbs verlor sein Wicket nach einem Fifty über 76 Runs und Fortuin beendete das Innings ungeschlagen mit 11* Runs und erhöhte so die Vorgabe auf 175 Runs. Bester Bowler der West Indies war Matthew Forde mit 3 Wickets für 27 Runs. Für die West Indies bildeten Alick Athanaze und Shai Hope die Eröffnungs-Partnerschaft. Athanaze konnte 40 Runs erzielen und wurde ersetzt durch Nicholas Pooran. Hope schied nach einem Fifty über 51 Runs aus und Pooran konnte die Vorgabe nach einem Fifty über 65* Runs im 18. Over einholen. Bester südafrikanischer Bowler war Ottneil Baartman mit 2 Wickets für 30 Runs. Als Spieler des spiels wurde Nicholas Pooran ausgezeichnet.

#### Zweites Twenty20 in Tarouba
| 25. August Scorecard | Tarouba | West Indies 179-6 (20)          | – | Südafrika 149 (20) |
|                      |         | West Indies gewinnt mit 30 Runs |   |                    |

Südafrika gewann den Münzwurf und entschied sich als Feldmannschaft zu beginnen. Als Spieler des Spiels wurde Romario Shepherd ausgezeichnet.

#### Drittes Twenty20 in Tarouba
| 27. August Scorecard | Tarouba | Südafrika 108-4 (13/13)                        | – | West Indies 116-2 (9.2/13) |
|                      |         | West Indies gewinnt mit 8 Wickets (D/L method) |   |                            |

Die West Indies gewannen den Münzwurf und entschieden sich als Feldmannschaft zu beginnen. Als Spieler des Spiels wurde Romario Shepherd ausgezeichnet.

### Auszeichnungen

#### Player of the Series
Als Player of the Series wurden der folgende Spieler ausgezeichnet.
| Serie    | Player of the Series |
| -------- | -------------------- |
| Test     | Keshav Maharaj       |
| Twenty20 | Shai Hope            |

#### Player of the Match
Als Player of the Match wurden die folgenden Spieler ausgezeichnet.
| Spiel       | Player of the Match |
| ----------- | ------------------- |
| 1. Test     | Keshav Maharaj      |
| 2. Test     | Wiaan Mulder        |
| 1. Twenty20 | Nicholas Pooran     |
| 2. Twenty20 | Romario Shepherd    |
| 3. Twenty20 | Romario Shepherd    |